# Västra stambanan
Västra stambanan – główna linia kolejowa między Sztokholmem i Göteborgiem w Szwecji. Jest zelektryfikowana. Długość linii wynosi 455 km. Odbywa się na niej ruch pasażerski i towarowy.
Linia składa się z dwóch torów, z wyjątkiem odcinka między centrum Göteborga i Olskroken (2 km), w Järna (5 km), i na południe od Sztokholmu, gdzie przez około 14 km jest czterotorowa. Ostatni odcinek pomiędzy dworcem centralnym i południowym w Sztokholmie biegnie dwutorowym mostem, a wszystkie pociągi muszą używać tych samych torów. Citybanan jest budowana między dworcem południowym w Sztokholmie i Solna na północ od Sztokholmu. Pojawią się również dwie nowe stacje podziemne na tej linii, a wszystkie pociągi podmiejskie nie będą obsługiwane z Dworca Centralnego w Sztokholmie.